# Krwony-Kolonia
Krwony-Kolonia – część wsi Krwony w Polsce, położona w województwie wielkopolskim, w powiecie tureckim, w gminie Brudzew.
W latach 1975–1998 Krwony-Kolonia administracyjnie należały do województwa konińskiego.